# Ischgl (Gemeinde Ischgl)
Ischgl (rätoromanisch Ischlaⓘ) ist ein Dorf im Paznaun in Tirol wie auch Hauptort und eine Fraktion (Ortschaft) der Gemeinde Ischgl im Bezirk Landeck.

## Geographie
Das Dorf Ischgl liegt 25 Kilometer südwestlich von Landeck, etwa auf halbem Weg zur Bieler Höhe rechts der Trisanna auf einer Höhe von 1376 m ü. A.
Zur Ortschaft Ischgl gehören außerdem:
- das Dorf Versahl,
- die Weiler Vergröß (mit Unterschrofen), Waldhof, Platt, Ebene Paznauntal-auswärts,[1]
- das Dorf Pasnatsch,
- der Weiler Paznaun direkt taleinwärts,
- sowie die zerstreuten Häuser Fimbatal
- und etliche Almen.

Die Ortschaft umfasst etwa 400 Gebäude mit etwa 1230 Einwohnern (Stand 2018), davon etwa 3⁄4 im Ort selbst.
Pasnatsch, Innerversahl wie auch die ehemaligen Weiler Hintergrist und Prenner sind heute weitgehend mit dem Ort verwachsen.
Von Süden mündet das Fimbatal des Fimbabaches vom Fluchthorn und Piz Tasna der Silvretta- und Samnaungruppe (das Tal ist die Grenze der beiden), von Norden kommt der Madleinbach von der Madleinalpe an Küchelspitze und Madleinkopf der Verwallgruppe. Östlich stehen die Velillspitze und die Vesulspitze über dem Ort.
| Madleinalpe      | St. Anton am Arlberg ∗ (O)                          | Kappl (O, Gem. Kappl)                                            |
| PaznaunPasnatsch | Kompassrose, die auf Nachbargemeinden zeigt         | VersahlInnerversahl                                              |
| Mathon (O)       | Ramosch ∗∗ (OT, Gem. Valsot, Kreis Ramosch, GR, CH) | VellilalpeSamnaun Dorf (OT, Gem. Samnaun, Kreis Ramosch, GR, CH) |

∗  Das weitgehende unbewohnte Moosbachtal
∗∗ Das Fimbatal gehört zu Ischgl und Ramosch GR (um die Heidelberger Hütte), dazwischen ist Berggebiet von Sent GR

## Geschichte

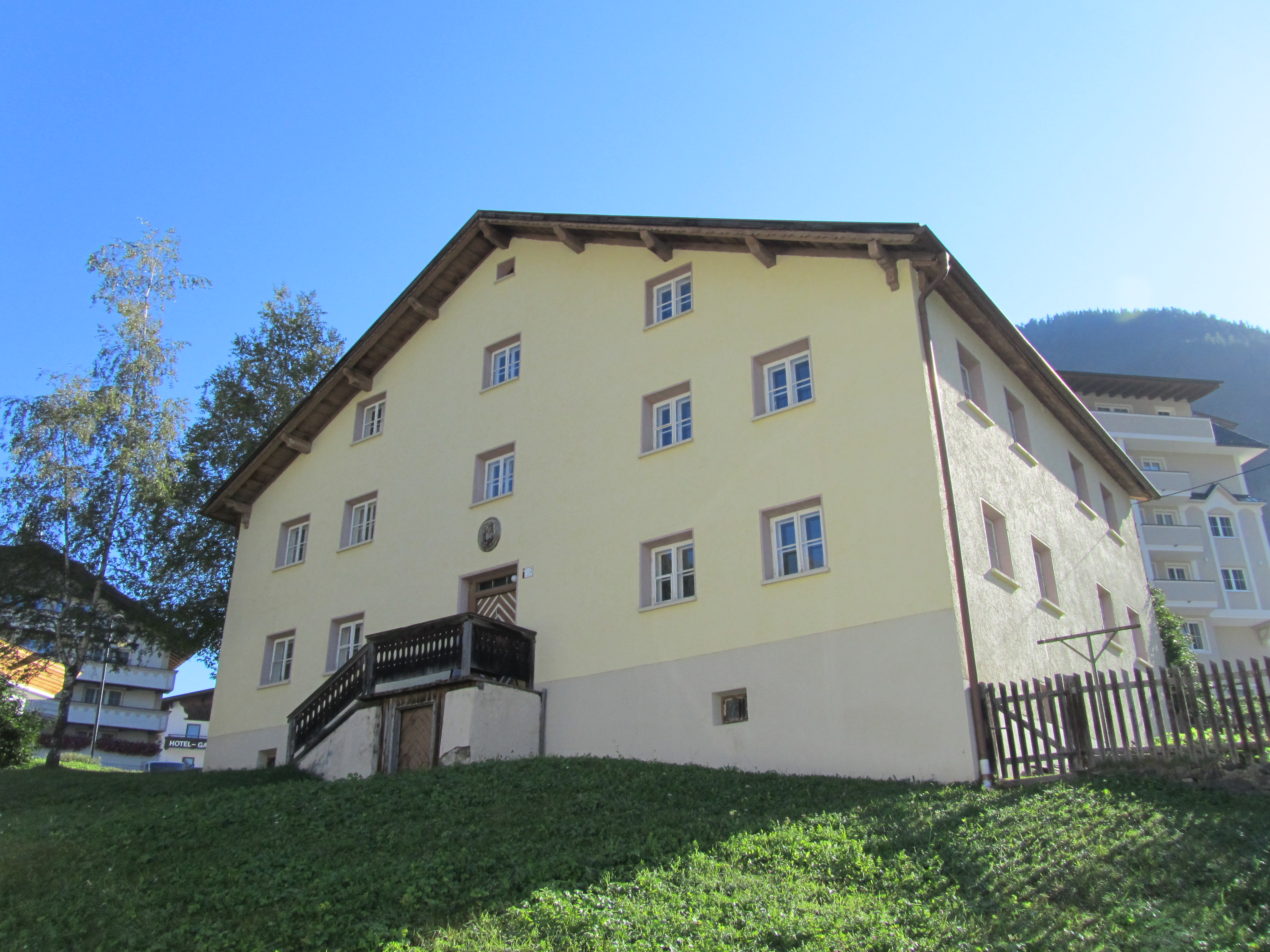
Alter Widum (Pfarrei)

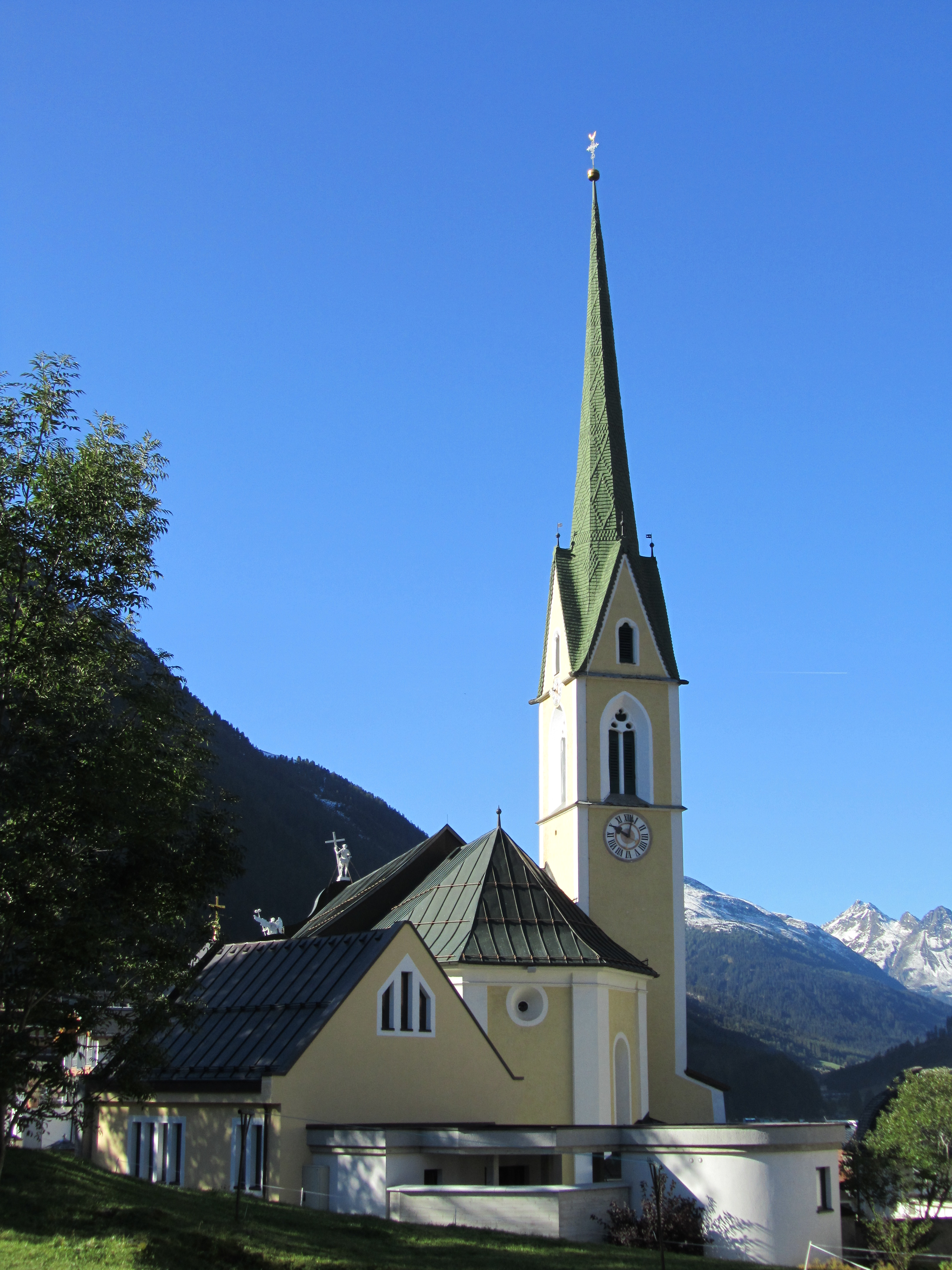
St.-Nikolaus-Kirche Ischgl

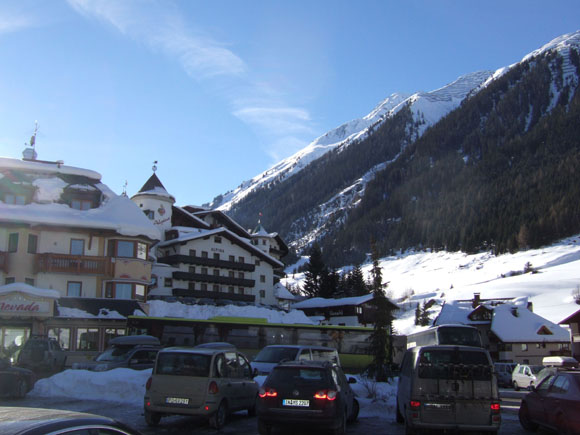
Hotelanlagen am Ortseingang taleinwärts, hinten Lattenkopf und Madleinkopf

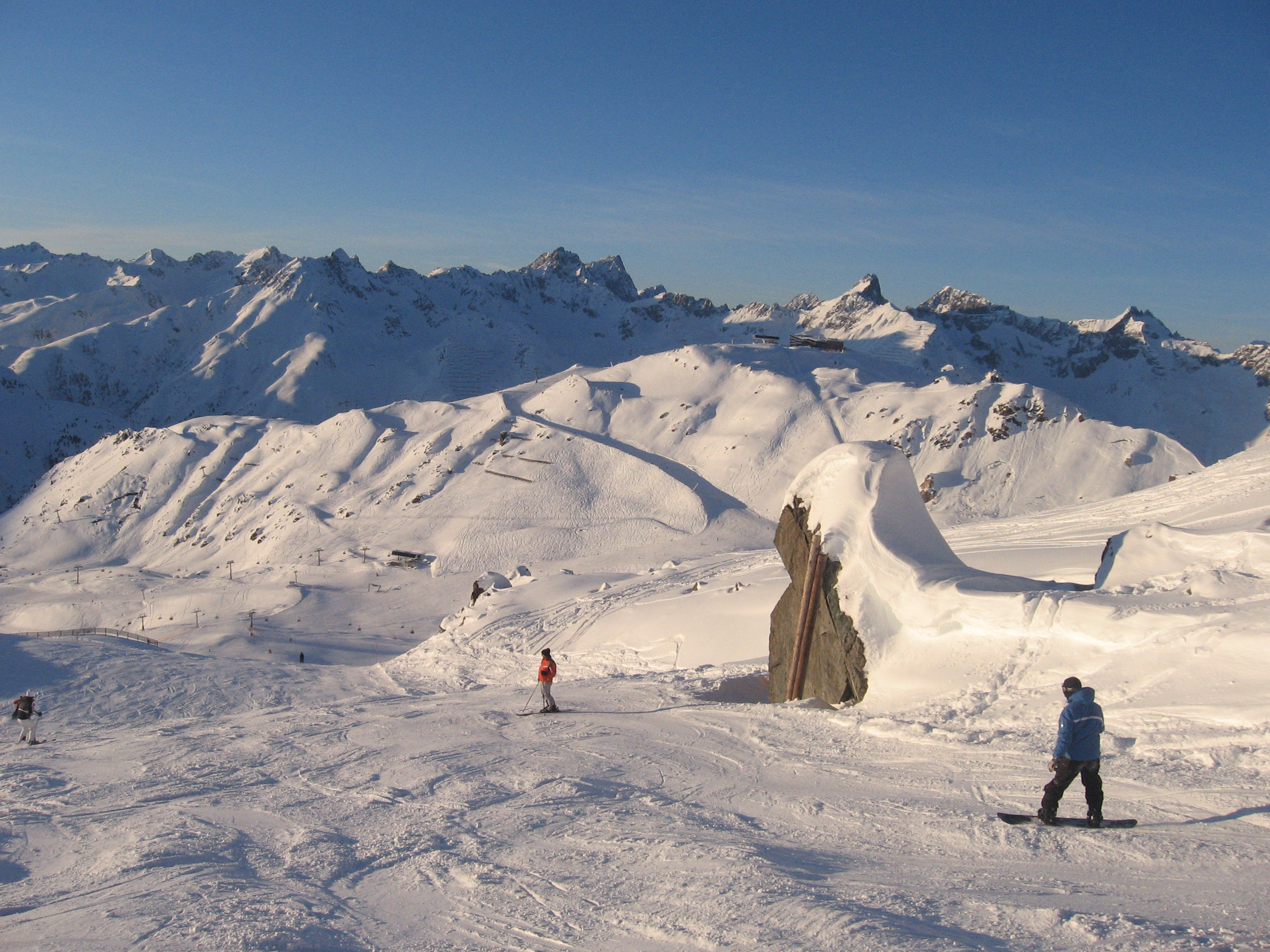
Silvretta Arena, Ischgler Seite

Das Tal wurde vor rund 1000 Jahren von Rätoromanen aus dem Engadin und im 13. Jahrhundert von den Walsern besiedelt. Yscla ist rätoromanisch für „Insel“, also wohl ein Rodungsname. Der Ort bildete sich um die Kirche als Haufendorf auf dem Schwemmkegel des Fimbabaches. Um 1390 sind hier fünf Häuser urkundlich, Grafenhof, Ruerenhof, Ydthof, Hintergrist und Großhof, die wohl noch aus dem 10. Jahrhundert stammen.
Das Bergbauerndorf gehörte ursprünglich gerichtlich zu Nauders und zum Unterengadin (bis 1652) und damit kirchlich zu Sins (Sent), Bistum Chur (bis 1807).
Zur dortigen St.-Peters-Kirche mussten bis ins 15. Jahrhundert die Toten zur Beerdigung gebracht werden.
- 1427 wurde Ischgl eigener Gerichtssitz für das mittlere Paznaun,[5] zu dieser Zeit ist es mit elf Häusern genannt (samt Hintergrist).[3]
- 1443 wurde die Nikolaus-und-Achatius-Kirche erstmals erwähnt und nach Erweiterungen 1483 neu geweiht.[6]

Ab dieser Zeit ist hier auch ein Pfarrer nachgewiesen, Ischgl war aber anfangs wohl eine Pfarrexpositur und unterstand weiterhin Sins.
- 1460 wurde der armen Gemeinde von Erzherzog Siegmund das Privileg zugestanden, zollfrei Vieh zu exportieren und dafür Getreide einzuführen, was für einen gewissen Wohlstand sorgte.
- Die Pfarre Ischgl wurde wahrscheinlich im 16. Jahrhundert errichtet, als Chur-Rätien calvinistisch wurde.[4]
- Als das Unterengadin 1652 für Tirol verlustig ging (laut Vertrag mit den Drei Bünden beim Westfälischen Frieden), kam der Handel in das Churrätische zum Erliegen.
- 1655 wurde die Kirche endgültig als eigenständige Pfarrkirche neu geweiht.[6]
- 1673 vernichtete ein Feuer das gesamte Dorf, nur drei Häuser blieben stehen.[6]
- 1755 wurde die Kirche neu erbaut.[6]
- 1791 gehörte der Ort zeitweise zum Gericht Naudersberg.[7]
- 1807, während der bayrischen Besatzung, wurde die Pfarre aus Chur herausgelöst, und dem Bistum Trient angeschlossen, kehrte 1816 zu Chur zurück, wurden aber in provisorischer Verwaltung vom Bistum Brixen betreut. Die Pfarre gehörte zum Provikariat Dalaas.[4]
- 1811 wurden 36 Häuser mit 306 Einwohnern gezählt,[3] 1824 in der ganzen Ortschaft 644 Menschen.[3]

Im 19. Jahrhundert herrschte wirtschaftliche Not, der Handel spielte im Paznaun keine Rolle mehr und die Landwirtschaft reichte in der ausgehenden „Kleinen Eiszeit“ nicht aus, um die Bevölkerung zu ernähren. Um die Jahrhundertwende des 20. Jahrhunderts erreichte der Ort mit 200 und die Ortschaft mit 460 Einwohnern einen Tiefpunkt. Gleichzeitig setzte aber der Tourismus ein, in den späten 1880er Jahren entstanden die ersten alpinen Schutzhütten.
In den Nachkriegsjahren wurde dann der Wintersport zum zentralen Wirtschaftsfaktor. Die erste Seilbahn in Ischgl wurde 1963 errichtet, heute firmiert das Gebiet als Silvretta Arena.
Das einstige Bild eines Bergbauerndorfes ging in den letzten Jahrzehnten zugunsten einer Hotelsiedlung völlig verloren. Ischgl gilt heute als Beispiel für Massen- und Eventtourismus im Après-Ski.
Die Madleinlawine ist eine andauernde Bedrohung für das Dorf, im letzten Jahrhundert kam sie etwa zehnmal an das Ortszentrum heran, 1817 und 1984 fuhr sie in den Ort hinein. An der Lawinenverbauung wurde 35 Jahre gearbeitet, das über 16 Mio. Euro teure Projekt konnte 2010 fertiggestellt werden.

## Infrastruktur, Kultur und Sehenswürdigkeiten
Sehenswert sind:

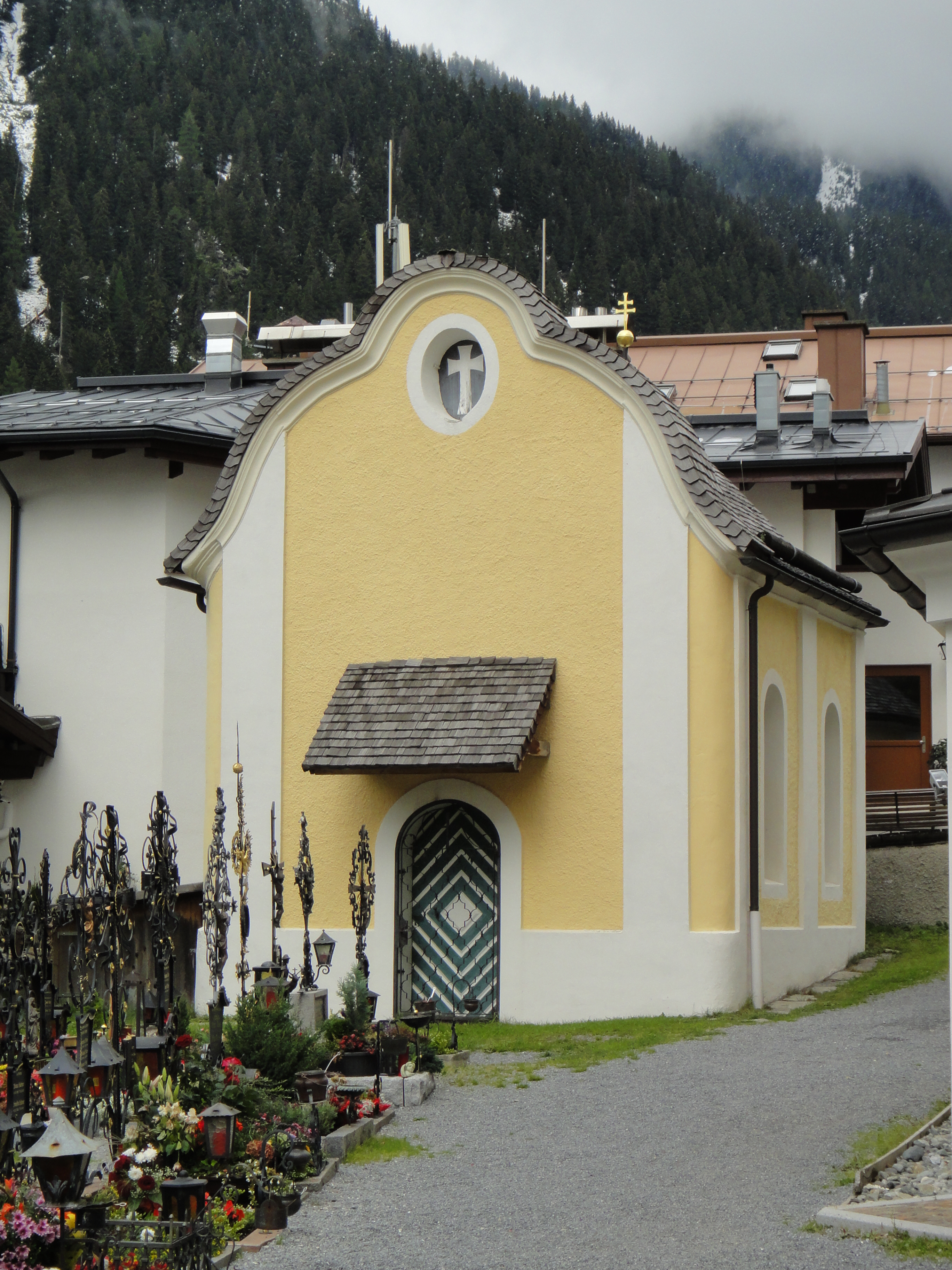
Totenkapelle am Friedhof

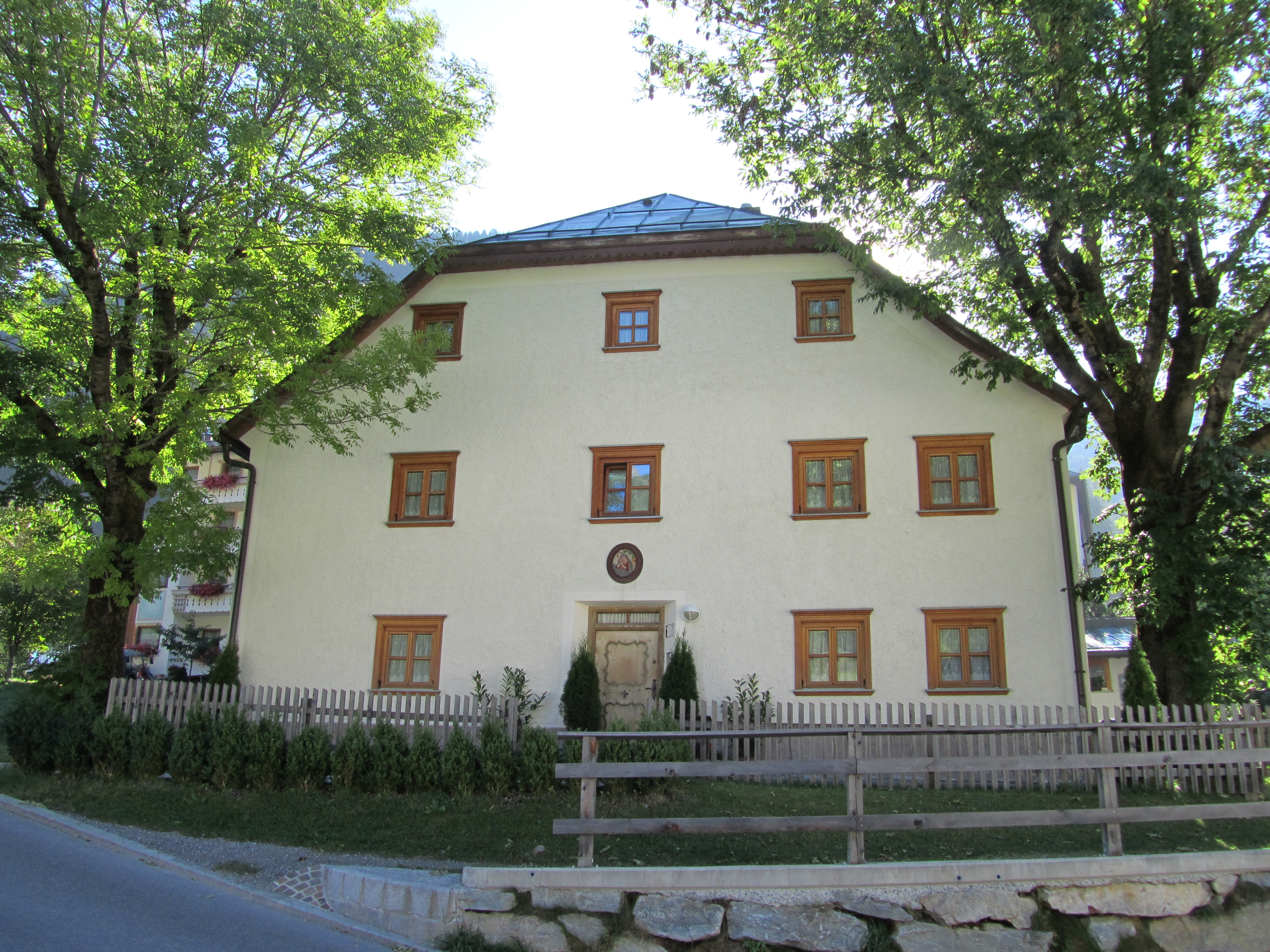
Pfarrhaus Ischgl

- die barocke Pfarrkirche Hl. Nikolaus mit Friedhof, Totenkapelle und Kriegergedächtniskapelle,
- der denkmalgeschützte Widum oberhalb der Kirche (altes und neues Pfarrhaus).
- Der Kalvarienberg hat eine barocke Kreuzigungsgruppe.

Das Skigebiet Ischgl zieht sich vom Ort hinein in das Fimbatal, und hinüber nach Samnaun Ravaisch.